# Turdoides plebejus

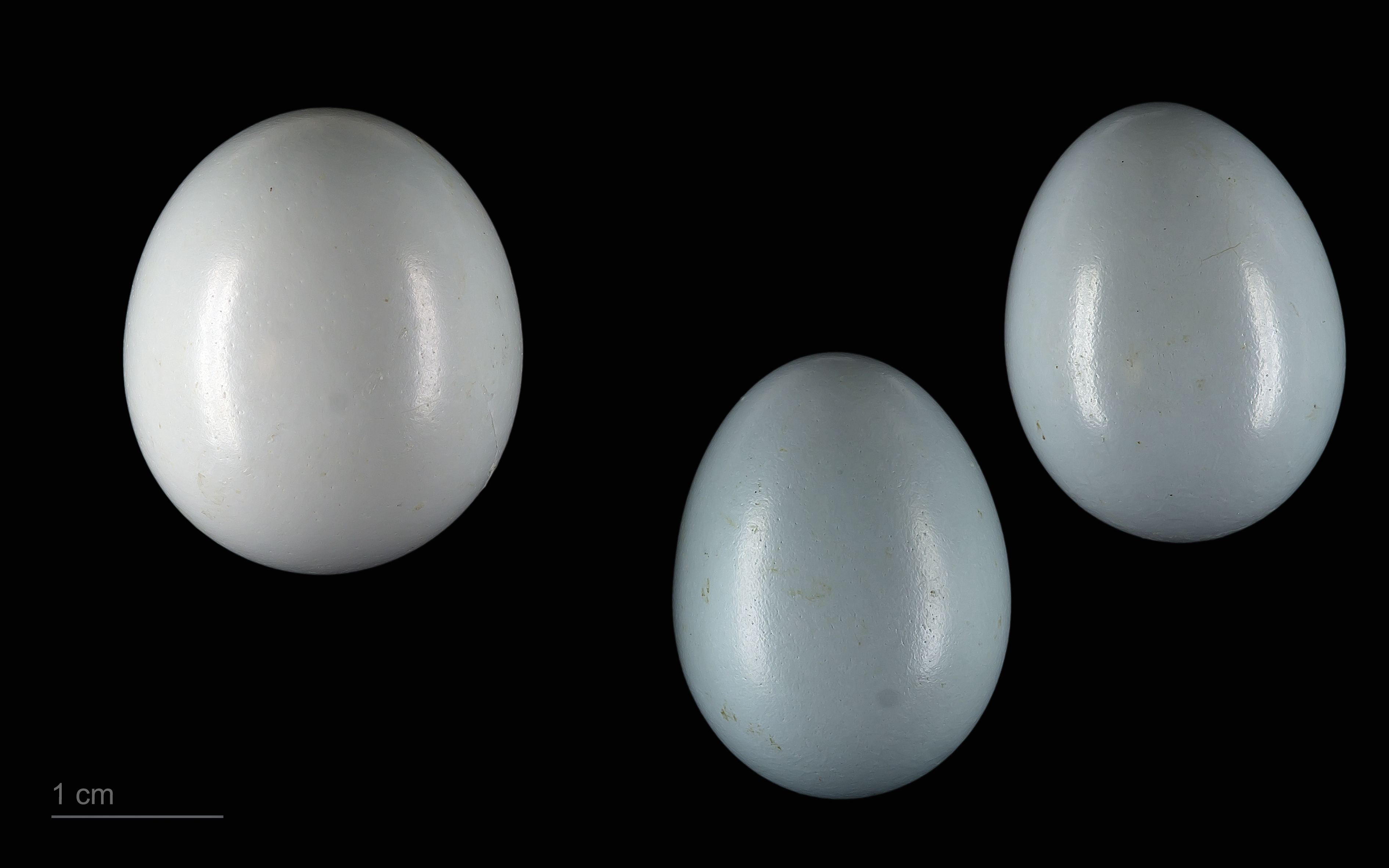
Clamator levaillantii + Turdoide plebejus

Turdoides plebejus là một loài chim trong họ Leiothrichidae.